# Spanioplanus mitis
Spanioplanus mitis är en spindelart som beskrevs av Alfred Frank Millidge 1991. Spanioplanus mitis ingår i släktet Spanioplanus och familjen täckvävarspindlar. Inga underarter finns listade i Catalogue of Life.